# کورندون داچ ایرلاینز
کورندون داچ ایرلاینز (به انگلیسی: Corendon Dutch Airlines) یک شرکت هواپیمایی با کد یاتا CD است که در ۲۰۱۰ میلادی تأسیس شده‌است. دفتر مرکزی کورندون داچ ایرلاینز در هارلمرمیر، هلند واقع شده‌است و قطب این شرکت هواپیمایی در فرودگاه اسخیپول آمستردام قرار دارد و به ۱۵ مقصد، پرواز انجام می‌دهد.